# Стара Бучка
Стара Бучка (словен. Stara Bučka) је насељено место у општини Шкоцјан, регија Југоисточна Словенија, Словенија.

## Историја
До територијалне реорганизације у Словенији била је у саставу старе општине Ново Место.

## Становништво
У попису становништва из 2011. године, Стара Бучка је имала 95 становника.
| Број становника према пописима | Број становника према пописима | Број становника према пописима |
| ------------------------------ | ------------------------------ | ------------------------------ |
| 1991                           | 2002                           | 2011                           |
| 100                            | 101                            | 95                             |

Напомена: Године 1952. повећано за насеље Реса, које је укинуто. Године 2004. извршена је мања размена територије између насеља Стара Бучка и Стопно.